# Сеглец (Долж)
Сеглец (рум. Segleț) насеље је у Румунији у округу Долж у општини Вела. Oпштина се налази на надморској висини од 132 m.

## Становништво
Према подацима из 2002. године у насељу је живело 34 становника, од којих су сви румунске националности.